# Церковь Рождества Христова (Липовское)
Церковь Рождества Христова — действующий православный храм в селе Липовское, Режевского района Свердловской области. 
Решением исполнительного комитета Свердловского областного Совета народных депутатов от 31 декабря 1987 года присвоен статус памятника архитектуры регионального значения.

## История
Здание расположено в центре села на левом берегу реки Липовка. Изначально село входило в состав Мурзинского прихода. Первое здание церкви было деревянным и сгорело через несколько лет после постройки. 27 мая 1833 года началось строительство каменного одноэтажного храма. 6 июня 1847 года главный престол освящён во имя Рождества Христова. 16 июня 1839 года освящён южный придел во имя пророка Илии. Северный предел был освящён во имя Савватия Соловецкого. В 1896 году южный предел расширен и освящён повторно 12 ноября 1896 года.
В составе прихода были деревни Фирсова и Соколова с часовнями Вознесения Господня и Троицы Живоначальной, а также деревни Глухарёва и Антонова. Число прихожан немногим более 2000.
В 1930-х годах здание закрыто. В 1990-х годах возвращено РПЦ. Ведутся восстановительные работы.

## Архитектура
В построение объёма входят храм, трапезная, расширенная приделами, колокольня и притвор. Всё поставлено по одной центральной оси.
Храмовый четверик оформлен с севера и юга портиками (четыре колонны с капителями композитного типа, антаблемент и фронтон). Завершение объёма — полусферический купол на световом барабане-ротонде. Окна четверика внизу прямоугольные, вверху — квадратные, на барабане — арочные, обрамленные пилястрами и архивольтом. Алтари приделов — со срезанным углом, стены обработаны рустованными пилястрами и имеют аттик. Колокольня квадратная. Ярус звона вытянутый; высокие арочные пролёты фланкированы более низкими парами колонн ионического ордера. Над этим ярусом — маленький четырёхгранник, несущий шпиль. Вход через притвор — подобие портика в антах: вставлены две колонны. Спереди ворота с центральной аркой и фронтоном. Арка кессонирована и украшена лепными розетками.